# アレチヌスビトハギ
アレチヌスビトハギ（荒れ地盗人萩、学名：Desmodium paniculatum）は、マメ科シバハギ属の多年草、北アメリカ原産の帰化植物。

## 特徴
茎は直立または斜上して高さは50 - 100cmになり、全体に開出毛が生える。葉は互生し、3小葉からなり、頂小葉は狭卵形から卵形または狭長楕円形で、長さ4 - 10cm、幅1 - 3cm、先は鋭頭から鋭突頭、縁は全縁、基部は鈍形になる。側小葉は左右非対称で頂小葉より小さい。葉の両面に伏した軟毛が生え、裏面は多毛で淡色になる。葉柄は長さ2 - 5cmになり、基部にある托葉は線形から狭卵形で、先端は伸び、長さは3-6mmになる。
花期は9 - 10月。茎先に円錐花序を、上部の葉腋に総状花序をつけ、多数の蝶形花をつける。花序軸に毛が生え、小花柄は長さ4 - 11mmになり、細かい鉤状毛が生える。花は紅紫色で長さ6-8mm、ヌスビトハギよりやや大きく、夕方にはしぼむ。萼片は長さ2 - 3mmになる。果実は豆果で扁平な節果となり、3 - 5個の小節果からなり、上部は直線状で下部がやや深くくびれるが、ヌスビトハギのように「くびれ」が点状になるほど深くはない。小節果はほぼ三角形で、長さ4 - 7mm、幅3 - 4.5mm、全面に細かい鉤状毛が生える。染色体数は2n=22。

## 分布と生育環境
原産は北アメリカ東南部。日本では、本州の東北地方南部以西、四国、九州、琉球に帰化しているが、関東地方以西に多い。北海道胆振地方からの報告もある。平地、市街地の日当たりの良い空き地、雑草地、開発地の空き地、道ばたなどに生える。

## 名前の由来
和名アレチヌスビトハギは、「荒れ地盗人萩」の意。和名は、1940年に本種を大阪府で採集した、岡山県の植物研究家の吉野善介によって命名された。
種小名（種形容語） paniculatumは、「円錐花序の」の意味。

## ギャラリー

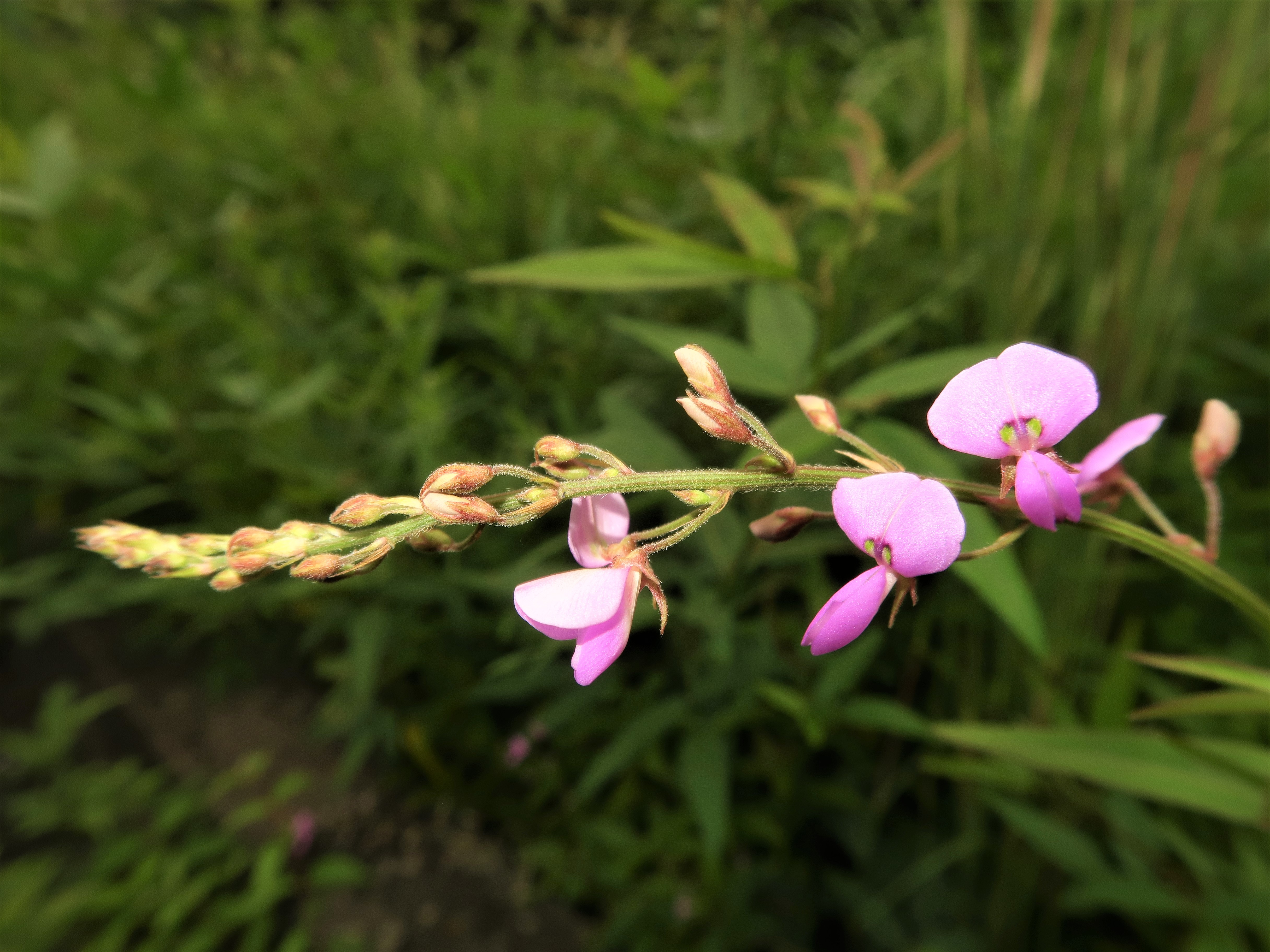
茎先に円錐花序を出して、多数の紅紫色の蝶形花をつける。
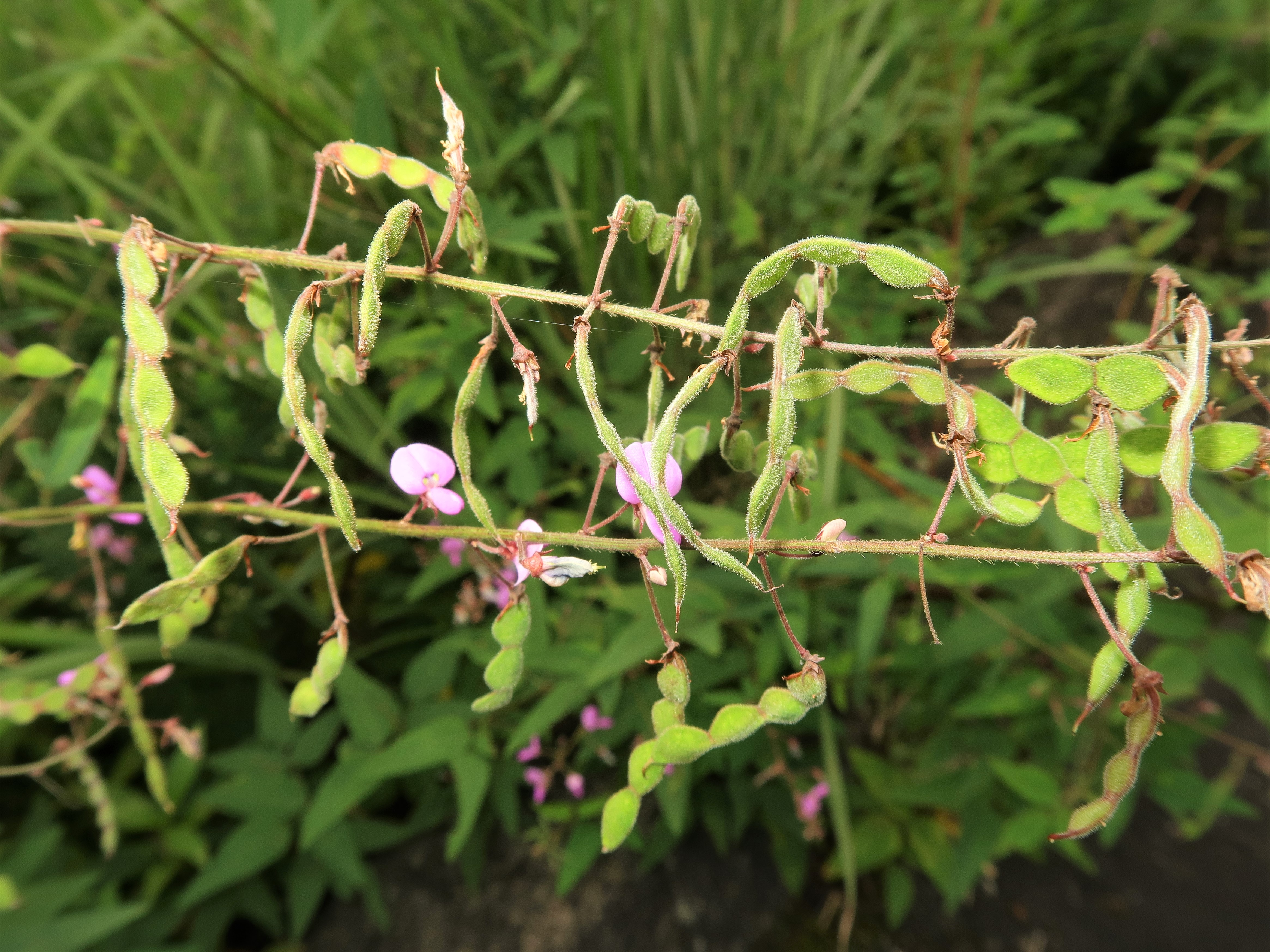
豆果は扁平な3-5個の小節果からなる。
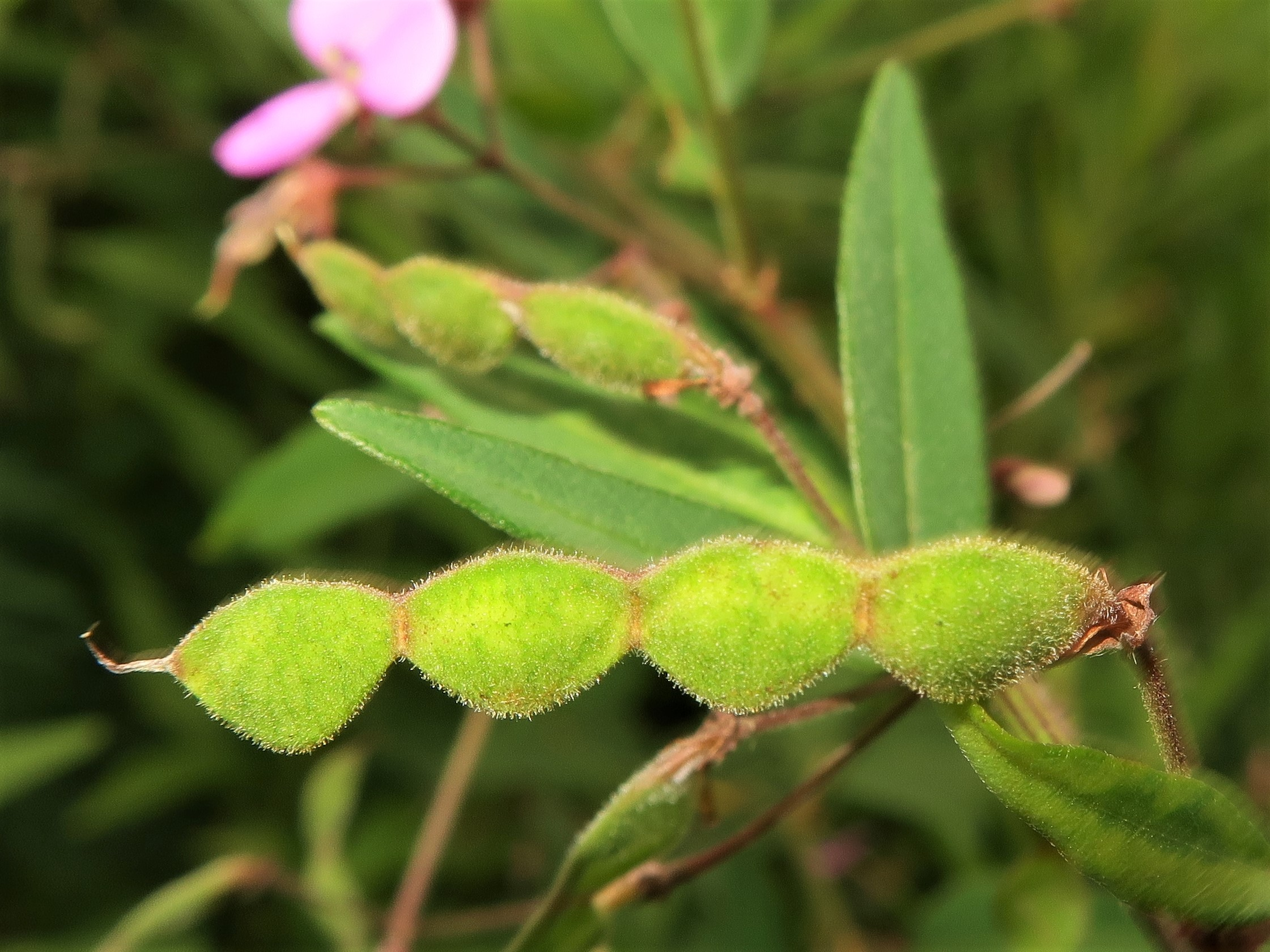
豆果は、上部は直線状で下部がやや深くくびれるが、「くびれ」が点状になるほど深くはない。
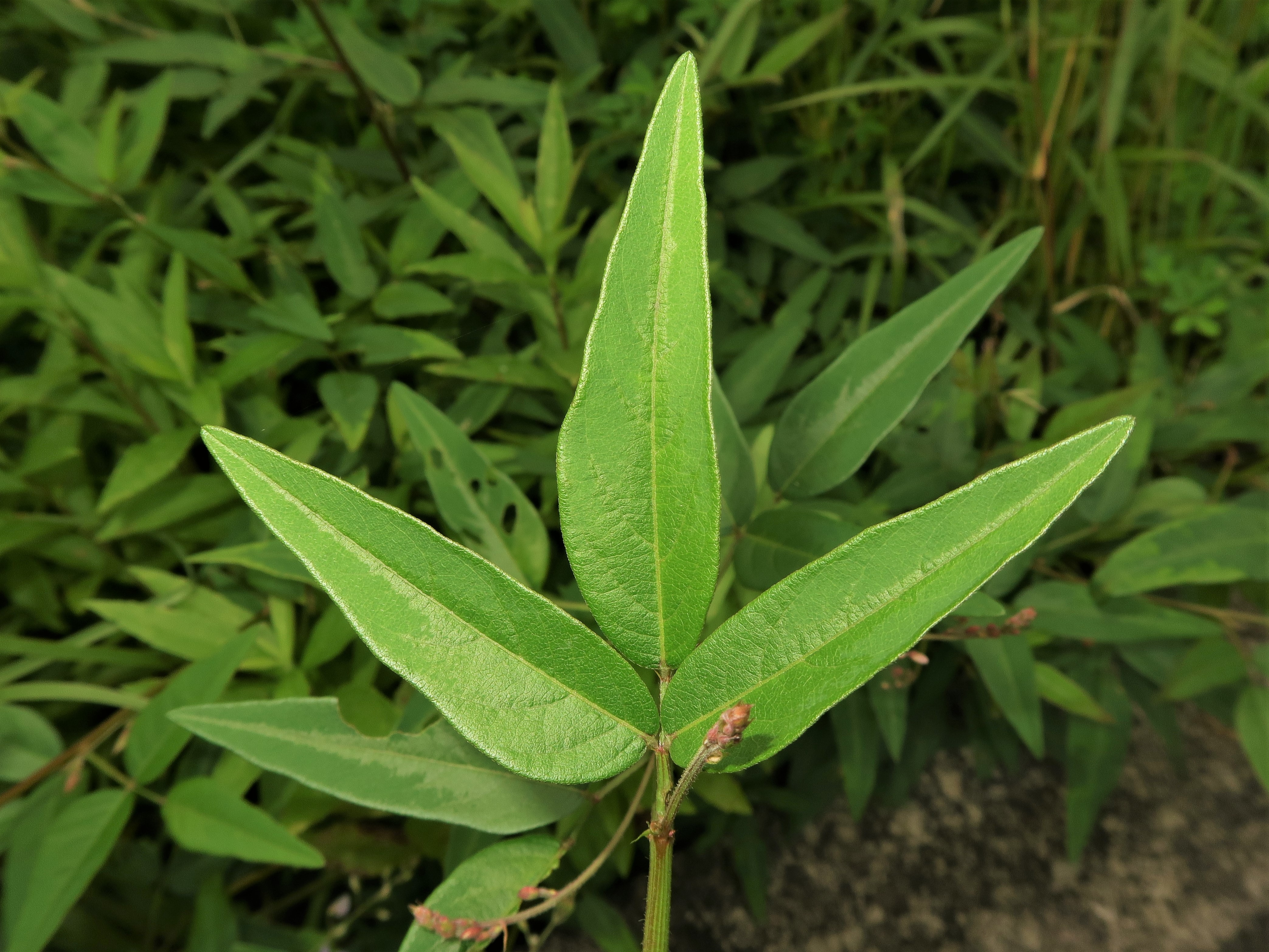
葉は3小葉からなり、葉柄の基部に細い線状から狭卵形の托葉がある。

## 分類
以前は、Desmodium Desv.はヌスビトハギ属の学名として使用されてきた。1994年に大橋広好と梶田忠の研究によってヌスビトハギ類のDNA解析がすすめられ、2000年には、日本のヌスビトハギ類は、従来の「ヌスビトハギ属」とは別属とされ、Hylodesmum H.Ohashi & R.R.Millが属として新設され、新しい「ヌスビトハギ属」とされた。従来のDesmodium Desv.の和名はシバハギ属となり、日本分布の種は、シバハギ D. heterocarponを含む4種となった。
この他、日本に帰化している同属の種は、北アメリカ原産の本種のほか、イリノイヌスビトハギ D. illinoense A.Gray、アメリカヌスビトハギ D. obtusum (Muhl. ex Willd.) DC.、ムラサキヌスビトハギ D. tortuosum (Sw.) DC.がある。